# Alavana

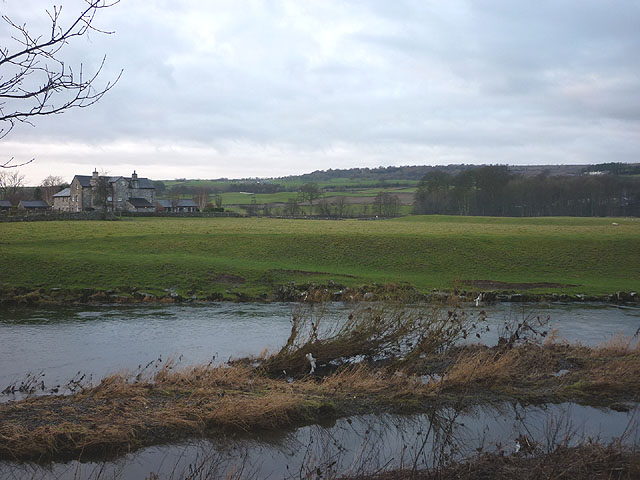
The site of the Roman fort at Watercrook across the River Kent.

Alavana o Alauna fue un fuerte romano, tentativamente identificado en las ruinas de Watercrook cerca del  sur de Kendal, en Cumbria.
El fuerte en Watercrook fue construido alrededor del año 90, originalmente en madera, pero posteriormente fue remodelado en piedra alrededor del año 130 durante el reinado de Adriano. El fuerte fue abandonado durante aproximadamente veinte años durante la ocupación de Escocia por Antonino Pío. Se reconoce como Alone o Alona en el Itinerario de Antonino (donde se ubica en la milla 18 de Galava y en la 19 de Calacum), y se identifica como Alunna en la cosmografía Ravenna (donde se ubica entre Mamucium y Cambodunum). Fue reacondicionado durante el gobierno de Marco Aurelio y ocupado hasta, aproximadamente, el año 270, cuando sus unidades militares partieron. Sus vestigios se encuentran ahora enterrados bajo una granja local, mientras que algunos vestigios rescatados se encuentran en exhibición en el museo Kendal.